# Duca degli Abruzzi (nave da carico)
La Duca degli Abruzzi è stata una motonave da carico italiana, violatore di blocco durante la seconda guerra mondiale. 

## Storia
Costruita nel 1933 nei cantieri Eriksberg Mekaniske Verkstad A/B - Eriksberg Varv di Göteborg insieme alle gemelle Capitano A. Cecchi e Capitano Bottego per la Società Italo-Somala, la Duca degli Abruzzi, iscritta con matricola 1911 al Compartimento marittimo di Genova, era una motonave da carico da 2314 tonnellate di stazza lorda, in grado di raggiungere una velocità di 16 nodi. 

La motonave fotografata a metà anni ’30.

Dopo pochi anni di servizio le tre motonavi vennero acquistate dalla Regia Azienda Monopolio Banane, fondata a Mogadiscio nel 1935, che le impiegò come navi frigorifere per il trasporto delle banane dall'Africa Orientale Italiana (Eritrea e Somalia) all'Italia. Le tre unità costituirono l'unica flotta dell'azienda sino alla costruzione, nel 1937, delle quattro motonavi serie RAMB, di maggiori dimensioni. In caso di guerra era previsto che Duca degli Abruzzi, Capitano Cecchi e Capitano Bottego venissero trasformati in incrociatori ausiliari, armati ciascuno con quattro cannoni da 102/45 mm.
All'entrata dell'Italia nella seconda guerra mondiale, il 10 giugno 1940, la Duca degli Abruzzi si trovava a Chisimaio, nella Somalia italiana, dove rimase inattivo per circa otto mesi. La trasformazione in incrociatore ausiliario non poté avere luogo, così come con la gemella Capitano Bottego, bloccata a Massaua, in Eritrea, mentre poté essere effettuata sulla Capitano Cecchi, rimasta in Italia.
Nel febbraio 1941, nell'imminenza della caduta della Somalia, il locale comando della Regia Marina ordinò la partenza delle navi mercantili valutate in condizioni idonee ad affrontare la navigazione sino al Madagascar. Le navi avrebbero raggiunto il porto di Diego Suarez, controllato dalle forze della Francia di Vichy, dove sarebbero state al sicuro.

Nella serata del 10 febbraio 1941, pertanto, lasciò Chisimaio un gruppo di navi composto dal grosso piroscafo misto Leonardo da Vinci, dalla pirocisterna Pensilvania, dai piroscafi da carico Savoia, Erminia Mazzella e Manon e dal piroscafo misto Adria, mentre la Duca degli Abruzzi ed il piroscafo misto Somalia sarebbero partiti in un secondo tempo, separatamente (secondo altre fonti tutte ed otto le navi partirono nella notte tra il 10 e l'11 febbraio 1941). Poco dopo aver raggiunto il mare aperto, tuttavia, tutte le navi del primo gruppo vennero intercettate e catturate, nonostante tentativi di sabotaggio da parte degli equipaggi, da incrociatori britannici inviati nella zona allo scopo. 

Un’altra immagine della Duca degli Abruzzi con i colori della Italo-Somala.

La Duca degli Abruzzi salpò da Chisimaio, cercando di non dare nell'occhio, nella notte dell'11 febbraio, puntando quindi verso il largo alla velocità massima, di 16 nodi. Intorno all'alba, tuttavia, le vedette videro delle alberature al mascone di dritta: si trattava di un gruppo di unità britanniche, che stavano pattugliando il tratto di mare circostante. Il comandante della motonave dispose di effettuare i preparativi per l'autoaffondamento, qualora le navi avversarie si fossero avvicinate, ed al contempo mutò la rotta in modo da allontanarsi senza essere visti: la Duca degli Abruzzi procedette pertanto silenziosamente, per tutto il giorno e la notte successiva, coperta dal buio, poi, all'alba del nuovo giorno, un'attenta osservazione del mare rivelò che non vi erano navi in vista. La navigazione proseguì senza ulteriori intoppi sino all'arrivo a Diego Suarez, il 17 febbraio. Le autorità del Madagascar, tuttavia, protestarono con il comandante della Duca degli Abruzzi per il mancato avvertimento sul suo arrivo e perché temevano che la presenza della nave italiana a Diego Suarez avrebbe potuto causare una rappresaglia britannica. Il comandante italiano, tuttavia, riuscì infine a convincere le autorità locali a concedere la sosta dell'unità, che, alcuni giorni dopo, venne raggiunta anche dal Somalia.
Le due navi italiane stazionarono inattive nel porto malgascio per oltre un anno, ma ad inizio maggio 1942 forze britanniche, nell’ambito dell’Operazione «Ironclad», attaccarono ed invasero il Madagascar per prevenire l'installazione nell'isola di basi navali giapponesi, dalle quali i sommergibili nipponici avrebbero potuto attaccare il traffico britannico nel Medio Oriente. All'alba del 5 maggio 1942 la corazzata britannica Ramillies, insieme ad un gruppo di incrociatori e cacciatorpediniere britannici, giunse nelle acque antistanti Diego Suarez ed aprì il fuoco contro la città e le installazioni militari. Dopo quattro ore di bombardamento le truppe britanniche sbarcarono nonostante la reazione della guarnigione francese, e dopo tre giorni di combattimenti occuparono la località. La Duca degli Abruzzi ed il Somalia, per evitare la cattura, si autoaffondarono l'8 maggio 1942, ed i loro equipaggi vennero imbarcati sul piroscafo Oronskye ed avviati alla prigionia in Sudafrica.